# Halmaherawielewaal
De Halmaherawielewaal (Oriolus phaeochromus) is een zangvogel uit de familie Oriolidae (Wielewalen en vijgvogels).

## Verspreiding en leefgebied
Deze soort is endemisch op het eiland Halmahera in de noordelijke Molukken.

## Status
De grootte van de populatie is niet gekwantificeerd maar de soort wordt omschreven als vrij algemeen. Op de Rode lijst van de IUCN heeft deze soort de status niet bedreigd.